# Go-moku
El go-moku (del japonés "go" = cinco, y "moku" que aunque literalmente quiere decir ojo, en este caso se toma como punto, también llamado cinco en línea o cinco en raya)[cita requerida] es un juego de mesa de estrategia abstracto. Tradicionalmente se juega con piezas de go (piedras blancas y negras) en un tablero de go. Se puede jugar usando el tablero de 15×15 o 19×19. Debido a que las piezas normalmente no se mueven ni se quitan del tablero, el gomoku también se puede jugar como un juego de papel y lápiz. El juego es conocido en varios países con diferentes nombres.

## Origen
El gomoku ha existido en Japón desde la Restauración Meiji. El nombre "gomoku" proviene del idioma japonés, en el que se lo conoce como gomokunarabe (五 目 並 べ). Go significa cinco, moku es una palabra numérica para piezas y narabe significa alineación. El juego también es popular en Corea, donde se llama omok (오목 [五 目]) y tiene la misma estructura y origen que el nombre japonés.
En el siglo XIX, el juego se introdujo en Gran Bretaña, donde se conocía como Go Bang, y se dice que es una corrupción de la palabra japonesa goban, que a su vez fue una adaptación del chino k'i pan (qí pán) "go-board".

## Reglas oficiales
Los jugadores alternan turnos colocando una piedra de su color en una intersección vacía. Las negras juegan primero. El ganador es el primer jugador en formar una cadena ininterrumpida de cinco piedras horizontal, vertical o diagonalmente. Colocar de manera que se cree una línea de más de cinco piedras del mismo color no resulta en una victoria. Estos se llaman líneas superpuestas.
Debido a que en gomoku tiene una gran ventaja para el primer jugador cuando no está restringido, la regla Swap2 está actualmente adaptada en los torneos entre jugadores profesionales, incluidos los campeonatos mundiales de gomoku.
En la regla Swap2, el primer jugador comienza colocando tres piedras, 2 negras y 1 blanca, en el tablero. El segundo jugador selecciona una de las tres opciones: jugar con negras, jugar con blancas y colocar otra piedra blanca, o colocar dos piedras más, una blanca y otra negra, y dejar que el primer jugador elija el color. Esta es esencialmente una regla del pastel más elaborada.
Swap2 resuelve el problema de la ventaja del primer movimiento.

## Variantes
La mayoría de las variantes se basan en gomoku de estilo libre o gomoku estándar.
- El gomoku de estilo libre requiere una fila de cinco o más piedras para ganar.
- Estándar gomoku requiere una fila de exactamente cinco piedras por una victoria: hileras de seis o más, llamados overlines, no cuentan.

### Reglas opcionales ("internas")
Se sabía desde hace mucho tiempo que las negras (el jugador que hace el primer movimiento) tenían una gran ventaja, incluso antes de que L. Victor Allis demostrara que las negras podían forzar una victoria (ver más abajo). Así que se juegan una serie de variaciones con reglas adicionales que tienen como objetivo reducir la ventaja de las negras.
- La regla de tres y tres prohíbe un movimiento que forma simultáneamente dos filas abiertas de tres piedras (filas no bloqueadas por una piedra del oponente en ninguno de los extremos).
- La regla de cuatro y cuatro prohíbe un movimiento que forme simultáneamente dos filas de cuatro piedras (abiertas o no).
- Alternativamente, se puede otorgar un hándicap tal que después de que se haya realizado la primera jugada "tres y tres", el jugador oponente puede colocar dos piedras en su próximo turno. Estas piedras deben bloquear la fila de tres de un oponente.
- Los esfuerzos para mejorar la equidad reduciendo la ventaja del primer movimiento incluyen la regla del intercambio, generalizable como "swap- (x, y, z)" y caracterizada como una versión parcialmente compuesta y parcialmente iterada de la regla del pastel ("rebanadas de una persona; el el otro elige "): Un jugador" A "coloca en el tablero x piedras del primer color en movimiento y un número menor y piedras del segundo color en movimiento (" rebanar "en la metáfora del pastel); el otro jugador "B" tiene derecho a elegir entre a ) jugar desde la posición inicial, en cuyo caso el jugador "B" también tiene derecho a elegir qué color jugar, (por lo general [(x – y) + 1]) más piedras en el tablero en las ubicaciones de la elección del jugador ("rebanado" en la metáfora del pastel, con limitaciones creadas por la configuración existente del tablero similares a las limitaciones que surgen de los cortes existentes en pastel), en cuyo caso el jugador "A" tiene derecho a elegir en qué lado de color jugar.

### Variantes específicas
- El Renju se juega en un tablero de 15×15, con las reglas de tres y tres, cuatro y cuatro, y sobrelíneas aplicadas solo a las negras y con reglas de apertura, algunas de las cuales siguen el patrón de intercambio.
- En Caro (también llamado gomoku+, popular entre los vietnamitas), el ganador debe tener una línea superior o una fila ininterrumpida de cinco piedras que no deben bloquearse en ambos extremos (las líneas superiores son inmunes a esta regla). Esto hace que gomoku esté más equilibrado y proporciona más poder para que las blancas defiendan.
- Omok se juega igual que el gomoku estándar; sin embargo, se juega en un tablero de 19×19 e incluye la regla de tres y tres. Las reglas de overlines, no cuentan.
- Ninuki-renju o Wu es una variante que agrega captura al juego; se publicó en Estados Unidos en una versión modificada con el nombre de Pente.

### Generalizaciones teóricas
- Los juegos m,n,k son una generalización de gomoku a un tablero con m × n intersecciones, y k en una fila necesaria para ganar.
- Los juegos de conectar (m,n,k,p,q) son otra generalización de gomoku a un tablero con m × n intersecciones, k en una fila necesarias para ganar, p piedras para que cada jugador coloque y q piedras para el primer jugador colocar solo para el primer movimiento. Cada jugador puede jugar solo en el lugar desocupado más bajo de una columna. En particular, Connect (m,n,6,2,1) se llama Connect6.

## Juego de ejemplo

Primer juego

Este juego en el tablero de 15 × 15 está adaptado del documento "Go-Moku y Threat-Space Search".
Los movimientos de apertura muestran claramente la ventaja de las negras. Una fila abierta de tres (una que no esté bloqueada por una piedra del oponente en ninguno de los extremos) debe bloquearse inmediatamente o contrarrestarse con una amenaza en otra parte del tablero. Si no se bloquea o contrarresta, la fila abierta de tres se extenderá a una fila abierta de cuatro, que amenaza con ganar de dos maneras.
Las blancas tienen que bloquear filas abiertas de tres en los movimientos 10, 14, 16 y 20, pero las negras solo tienen que hacerlo en la jugada 9. La jugada 20 es un error para las blancas (debería haberse jugado junto a las negras 19). Las negras ahora pueden forzar una victoria contra cualquier defensa blanca, comenzando con la jugada 21.

Segundo juego (continuación del primer juego)

Otro segundo juego

Hay dos secuencias forzadas para las negras, dependiendo de si se juega el blanco 22 junto al negro 15 o el negro 21. El diagrama de la derecha muestra la primera secuencia. Todos los movimientos de las blancas son forzados. Secuencias de forzamiento tan largas son típicas en gomoku, y los jugadores expertos pueden leer secuencias de forzado de 20 a 40 movimientos de forma rápida y precisa.
El diagrama de la derecha muestra la segunda secuencia de forzado. Este diagrama muestra por qué el blanco 20 fue un error; si hubiera estado al lado del negro 19 (en la posición del movimiento 32 en este diagrama), el negro 31 no sería una amenaza y, por lo tanto, la secuencia de forzamiento fallaría.

## Campeonatos del mundo
Los Campeonatos del Mundo en gomoku se han realizado 2 veces en 1989, 1991. Desde 2009 se ha reanudado el juego del torneo, con la regla de apertura cambiada a swap2.
A continuación se muestra la lista de torneos y ganadores.
| Año  | Sede                       | Oro              | Plata            | Bronce           | Regla de apertura |
| ---- | -------------------------- | ---------------- | ---------------- | ---------------- | ----------------- |
| 1989 | Kioto, Japón               | Sergey Chernov   | Yuriy Tarannikov | Hirouji Sakamoto | Pro               |
| 1991 | Moscú, Unión Soviética     | Yuriy Tarannikov | Ando Meritee     | Sergey Chernov   | Pro               |
| 2009 | Pardubice, República Checa | Artur Tamioła    | Attila Demján    | Pavel Laube      | Swap2             |
| 2011 | Huskvarna, Suecia          | Attila Demján    | Artur Tamioła    | Michał Żukowski  | Swap2             |
| 2013 | Tallin, Estonia            | Attila Demján    | Pavel Laube      | Mikhail Kozhin   | Swap2             |
| 2015 | Suzdal, Rusia              | Rudolf Dupszki   | Gergő Tóth       | Mikhail Kozhin   | Swap2             |
| 2017 | Praga, República Checa     | Zoltán László    | Rudolf Dupszki   | Denis Osipov     | Swap2             |
| 2019 | Tallin, Estonia            | Martin Muzika    | Oleg Bulatowsky  | Michał Żukowski  | Swap2             |

| Año                                   | Sede                                        | Oro                                                                        | Plata                                                             | Bronce                                                                      | Regla de apertura                           |
| ------------------------------------- | ------------------------------------------- | -------------------------------------------------------------------------- | ----------------------------------------------------------------- | --------------------------------------------------------------------------- | ------------------------------------------- |
| 2016                                  | Tallin, Estonia                             | Michał Żukowski Michał Zajk Łukasz Majksner Piotr Małowiejski              | Pavel Laube Igor Eged Štěpán Tesařík Marek Hanzl                  | Lu Wei-Yuan Chen Ko-Han Chang Yi-Feng Sung Pei-Jung                         | Swap2                                       |
| 2018                                  | Płock, Polonia                              | -1 Edvard Rizvanov Denis Osipov Ilya Muratov Maksim Karasev Mikhail Kozhin | Zoltán László Gergő Tóth Márk Horváth Gábor Gyenes Attila Hegedűs | Łukasz Majksner Michał Żukowski Michał Zajk Marek Gorzecki Paweł Tarasiński | Swap2                                       |
| 2020                                  | \| Cancelado por la Pandemia de COVID-19 \| | \| Cancelado por la Pandemia de COVID-19 \|                                | \| Cancelado por la Pandemia de COVID-19 \|                       | \| Cancelado por la Pandemia de COVID-19 \|                                 | \| Cancelado por la Pandemia de COVID-19 \| |
| Cancelado por la Pandemia de COVID-19 |                                             |                                                                            |                                                                   |                                                                             |                                             |

## Computadoras y Gomoku
Los investigadores han estado aplicando técnicas de inteligencia artificial al jugar gomoku durante varias décadas. En 1994, L. Victor Allis planteó el algoritmo de búsqueda de números de prueba (pn-search) y búsqueda basada en dependencias (db-search), y demostró que cuando se parte de un tablero vacío de 15 × 15, el primer jugador tiene una ganancia estrategia utilizando estos algoritmos de búsqueda. Esto se aplica tanto al gomoku de estilo libre como al gomoku estándar sin reglas de apertura. Parece muy probable que las negras también ganen en tableros más grandes. En cualquier tamaño de una tabla, gomoku freestyle es un juego m,n,k, de ahí que se sepa que el primer jugador puede forzar una victoria o un empate. En 2001, la estrategia ganadora de Allis también fue aprobada para renju, una variación de gomoku, cuando no había limitación en la etapa de apertura.
Sin embargo, ni los valores teóricos de todas las posiciones legales, ni las reglas de apertura como Swap2 que utilizan los jugadores profesionales de gomoku han sido resueltos aún, por lo que el tema de la inteligencia artificial de gomoku sigue siendo un desafío para los informáticos, como el problema de cómo para mejorar los algoritmos de gomoku para hacerlos más estratégicos y competitivos. Hoy en día, la mayoría de los algoritmos de gomoku de última generación se basan en el marco de poda alfa-beta.
Reisch demostró que el gomoku generalizado es PSPACE-completo. También observó que la reducción se puede adaptar a las reglas de k-in-a-Row para k fijo. Aunque no especificó exactamente qué valores de k están permitidos, la reducción parecería generalizarse a cualquier k ≥ 5.
Existen varios torneos conocidos para programas de gomoku desde 1989. La Olimpíada de Computadoras comenzó con el juego de gomoku en 1989, pero gomoku no ha estado en la lista desde 1993. El Campeonato Mundial de Computación Renju se inició en 1991 y se llevó a cabo por 4 veces hasta 2004. El torneo Gomocup se juega desde 2000 y tiene lugar cada año, todavía activo ahora, con más de 30 participantes de aproximadamente 10 países. El Torneo húngaro Computer Go-Moku también se jugó dos veces en 2005. También se jugaron dos torneos Computer vs. Human en la República Checa, en 2006 y 2011. No fue sino hasta 2017 cuando se demostró que los programas de computadora podían superar al campeón mundial humano en competencias públicas. En el Campeonato Mundial de gomoku 2017, hubo un partido entre el programa campeón mundial Yixin y el jugador humano campeón mundial Rudolf Dupszki. Yixin ganó el partido con una puntuación de 2-0.

## Estrategias
En el juego de Cinco en raya, existen muchas estrategias, y todas éstas enlazan a un mismo fin, formar un cuatro, ya que con éste formado, si el enemigo no te ha bloqueado ningún extremo de la línea, ya ganaste. Veamos estas gráficas: 

### Línea Básica
Esta estrategia es la madre de todas las siguientes, ya que es una fila, columna o diagonal de 1 × 4, y sin nada que te bloquee los extremos, la victoria está asegurada. Veamos todas sus variantes y diversas formas de jugarlo.

### Pescadito
Esta estrategia consiste en formar un cuadrado de 2 × 2 con un extremo ampliado en la última columna y fila, sus facilidades son que al tenerlo formado tienes 2 líneas de 3 formadas horizontal y verticalmente, 5 diagonales de 2 formadas en todas la direcciones y que cada uno complementa y amplía.

### Múltiples tres
En el juego, al formar una línea de tres con los extremos libres, es un peligro para el contrincante, que siempre, para no perder, tendrá que jugar en uno de los extremos alrededor de esta hilera: para así prevenir que se haga la línea básica en el turno siguiente.
Esto puede ser usado clásicamente para "obligar" a jugar en determinadas zonas, de esta manera formar la estrategia deseada fácilmente.